# Pauline Peyraud-Magnin
Pour les articles homonymes, voir Peyraud (homonymie) et Magnin.
Pauline Peyraud-Magnin, née le 17 mars 1992 à Lyon, est une footballeuse internationale française évoluant au poste de gardienne de but à la Juventus FC.

## Biographie

### Enfance et débuts au football
Pauline Peyraud-Magnin grandit entourée de football. Son père joue à un bon niveau au CS Neuville, son grand-père est président de club à Croix-Rousse et son oncle footballeur professionnel en Espagne à Saragosse. La jeune fille dispute ses premiers ballons à l’école primaire et joue avec son père à côté, mais pas en club. Elle se remémore en 2019 : « Je faisais plutôt de la gym, du tennis ou même de l’équitation. Le foot, à l’époque, ce n’était pas vraiment un sport féminin, et mes parents étaient un peu réticents ».
À onze ans, Pauline Peyraud-Magnin rejoint le Caluire SC, l’une des rares équipes féminines dans la banlieue lyonnaise. Au bout de six mois, Pauline retourne en benjamins avec les garçons de Caluire, car ses coéquipières sont plus âgées qu'elle.
L'année suivante, elle déménage avec son père et intègre l’US Montanay, où elle continue de jouer avec les garçons. Son équipe croise les féminines de l’Olympique lyonnais en championnatqui la repèrent.

### Formation à l'Olympique lyonnais
Pauline Peyraud-Magnin rejoint l'Olympique lyonnais en 2005 et joue dans les équipes de jeunes jusqu'en 2008.
Initialement joueuse de champ, Pauline est attirée par le poste de gardienne de but. Elle s'y essaye la première fois lors d'un entraînement où deux des trois gardiennes de l’OL sont absentes. L'entraineur lui propose donc d'être gardienne. Au vu de sa prestation, il lui propose de conserver ce poste.
Elle intègre ensuite les équipes réserves de 2008 à 2012.
Pauline fait toute sa formation à l’OL, ainsi que ses premières années professionnelles jusqu’à ses 22 ans, dans l’ombre de Sarah Bouhaddi notamment. Elle joue son premier match en équipe première lors de la saison 2012-2013 et remporte deux titres de championne de France.

### Temps de jeu en prêt (2014-2017)
Pauline Peyraud-Magnin joue pour le FF Issy-les-Moulineaux en prêt lors de la saison 2014-2015. La gardienne décrit cet exercice comme le réel premier de sa carrière professionnelle.
La portière possède ensuite la particularité de jouer pour les deux clubs « ennemis » de son club formateur : l'AS Saint-Étienne lors de la saison 2015-2016 puis l'Olympique de Marseille en 2016-2017.
Ce second club est choisi notamment pour raison familiale, lui permettant de retrouver sa mère vivant à Marseille. Au sein de l'OM promu en première division, Pauline participe au très bon exercice et la quatrième place finale, l'une des meilleures performances de l'histoire du club. La gardienne délivre notamment une passe décisive dans le Classico féminin remporté contre le Paris Saint-Germain (2-0). Elle se souvient en 2019 : « J’étais un peu déçue de ne pas rester avec ce groupe après cette année incroyable, mais j’avais alors un objectif en tête : celui de rentrer à Lyon et d’enfin jouer avec les meilleures ».

### Remplaçante à Lyon, Arsenal et Madrid (2017-2021)
Pauline Peyraud-Magnin retourne à l'Olympique lyonnais à l'intersaison 2017. Elle est finaliste de la Coupe de France 2017-2018 et joue un match de la Ligue des champions 2017-2018 remportée par les Lyonnaises. Devant son faible temps de jeu, alors qu'elle pense revenir s'imposer dans son club formateur, Pauline prend dès la trêve hivernale la décision de quitter l'OL, chose qui n'arrive qu'en fin de saison.
À l'été 2018, Pauline Peyraud-Magnin signe à Arsenal où elle devient championne d’Angleterre pour sa première saison. Mais Pauline est reléguée sur le banc par l'Autrichienne Manuela Zinsberger.
En juillet 2020, elle rejoint le vice-champion d'Espagne l'Atlético de Madrid. Arrivent au même moment au club madrilène Grace Kazadi et Emelyne Laurent. La gardienne vit de nouveau la saison sur le banc, barrée par la Suédoise Hedvig Lindahl, et ne dispute que neuf rencontres.

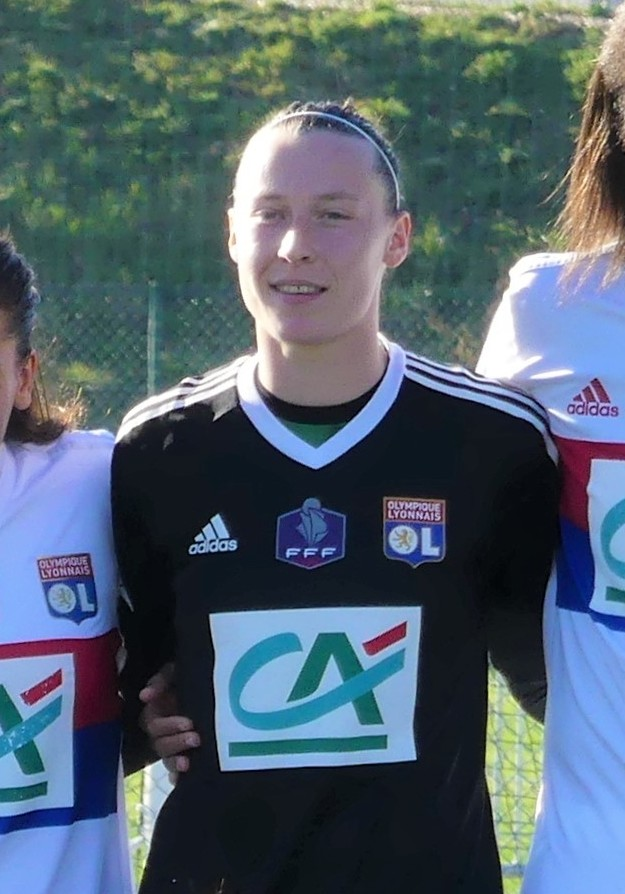
Avec l'OL en janvier 2018.
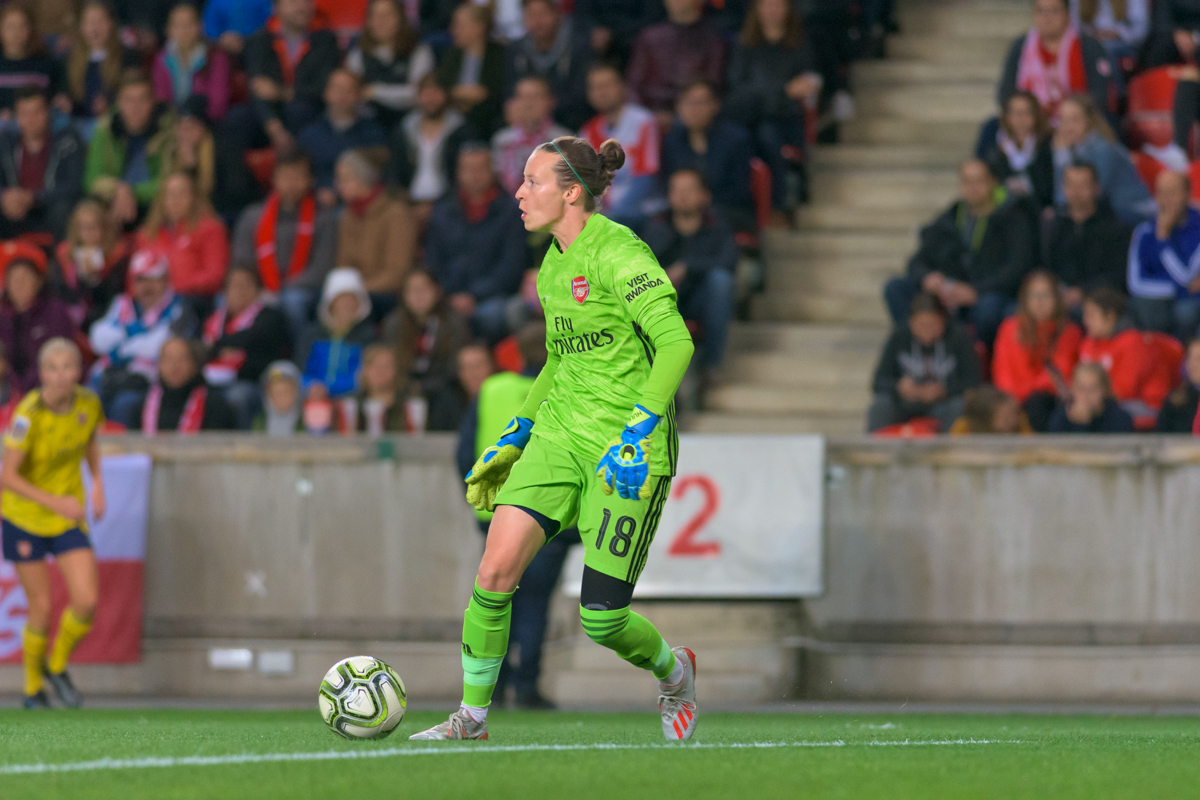
Avec Arsenal en octobre 2019.
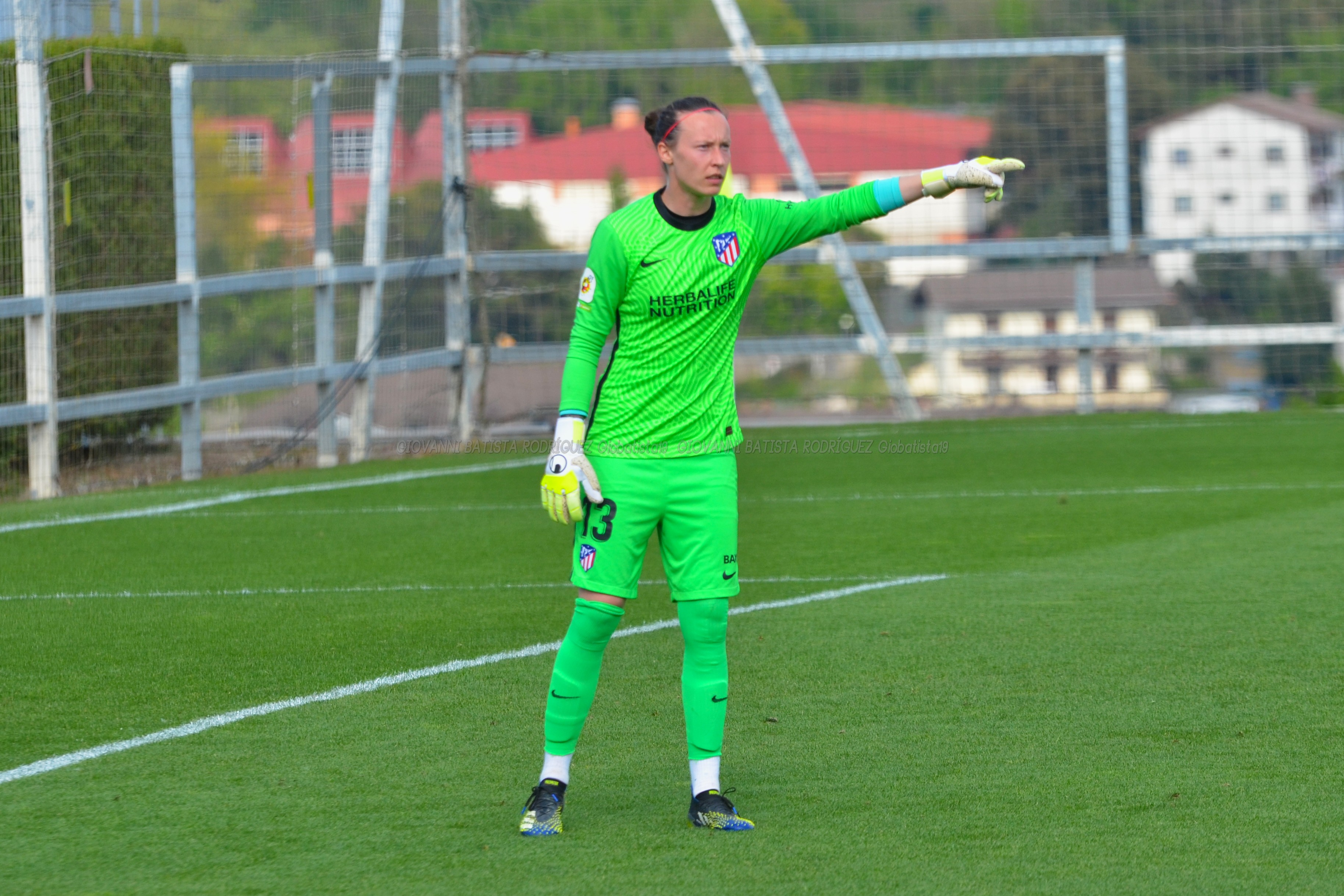
Avec l'Atletico en avril 2021.

### Juventus Turin (depuis 2021)
Le 2 juillet 2021, Pauline Peyraud-Magnin est transférée à la Juventus de Turin, contre une indemnité de 50 000 euros présentée comme un record à ce poste. La section féminine du club turinois, championne d'Italie en titre, se renforce avec l'arrivée de plusieurs joueuses, sous la houlette du nouvel entraîneur Joe Montemurro, déjà celui de Pauline Peyraud-Magnin à Arsenal. La Française remplace Laura Giuliani, gardienne de l'équipe nationale italienne. Avec un doublé Coupe-Championnat, la gardienne des Bleues séduit dès sa première saison. La Française est élue seconde meilleure gardienne de la saison. Peyraud-Magnin, dont le contrat courait déjà jusqu'en 2023, prolonge alors son bail pour une saison supplémentaire.
En Février 2024, elle prolonge son contrat jusqu'en 2025.

### En équipe nationale

#### Sélections jeunes
Elle est sélectionnée à six reprises en équipe de France des moins de 17 ans de 2008 à 2009 et termine troisième de l'Euro féminin des moins de 17 ans 2009.
Elle a aussi six sélections en équipe de France des moins de 19 ans entre 2010 et 2011, une sélection en équipe de France des moins de 20 ans en 2010 et quatre matchs en équipe de France B en 2017 et 2018.
Elle évolue aussi en équipe de France militaire, remportant la Coupe du monde de football militaire en 2016.

#### Équipe de France A
Pauline Peyraud-Magnin est convoquée pour la première fois en équipe de France féminine A de football pour un match amical contre les Pays-Bas en avril 2017, mais ne rentre pas en jeu.
Convoquée fin 2018 face au Brésil (3-1), et finalement forfait à la suite d'une blessure au poignet lors du premier entraînement, Pauline Peyraud-Magnin est de nouveau présente en janvier 2019 pour affronter les États-Unis.
Elle connaît sa première sélection en équipe de France le 4 avril 2019, mais se blesse au bout d'une vingtaine de minutes : elle quitte ses coéquipières sur civière. Le 2 mai 2019 suivant, elle est retenue dans le groupe pour disputer la Coupe du monde 2019.
En septembre 2020, la titulaire des Bleues Sarah Bouhaddi déclare ne plus vouloir revenir en sélection tant que Corinne Diacre en est aux commandes. Pauline Peyraud-Magnin récupère par conséquent la place de titulaire face à la Serbie le même mois. Elle parvient à rendre un clean sheet lors de cette victoire 2 à 0 à l'extérieur, de même que face à l'Autriche puis au Kazakhstan, avec à la clé l'obtention de la qualification pour l'Euro 2022. Elle bat finalement le record de match sans encaisser de but en équipe de France, atteignant 1091 minutes et dépassant le précédent record de Bérangère Sapowicz.
Entre sa prise de poste en septembre 2020 et le début de l'Euro 2022, les Bleues disputent 22 rencontres, pour un match nul, une seule défaite et seulement neuf buts encaissés.
Peyraud-Magnin connaît, à l'occasion du Championnat d'Europe 2022, son premier tournoi en tant que une numéro 1 dans la hiérarchie des gardiennes de l'équipe de France.
Elle est gardienne numéro 1 lors de la Coupe du monde 2023 en Australie et Nouvelle-Zélande.
Le 8 juillet 2024, elle est sélectionnée sur la liste principale en vue des JO de Paris.
Le 5 juin 2025, elle figure dans la liste des 23 joueuses retenues par Laurent Bonadei pour disputer le Championnat d'Europe en Suisse. En 1/4 de finale contre l'Allemagne, elle arrête un pénalty à la 69ème minute.

## Style de jeu
Après sa première saisons à la Juventus Turin, Giorgia Brenzan, gardienne la plus capée de l'histoire de la sélection italienne et longtemps responsable des gardiennes des sélections de jeunes déclare à propos de Peyraud-Magnin : « pour moi, elle est déjà probablement la meilleure [du championnat italien] (...) je ne la connaissais pas, j'ai été agréablement surprise, elle est très réactive, a de la force ». Amanda Tampieri, son homologue de la Sampdoria, renforce : « notre école [italienne de gardienne de but] donne la priorité à la technique. Du coup, quand une étrangère débarque en Serie A, on se dit bon, voyons voir ce qu'elle vaut techniquement. Et Pauline a de la technique à revendre en plus d'avoir une agilité typique des gardiens-chats. Enfin, j'ai été impressionnée par sa façon de gérer la défense, elle est allée largement au-delà des attentes ».
En juillet 2022, Pauline elle-même se décrit : « Mes qualités, c’est d’abord mon jeu au pied et mon explosivité. Je suis très rapide dans mes décisions, sur ma ligne aussi. Et dans le jeu aérien, j’aime beaucoup aller au contact ».

## Statistiques
| Saison                | Club                          | Championnat           | Championnat | Championnat | Coupe(s) nationale(s) | Coupe(s) nationale(s) | Compétition(s) continentale(s) | Compétition(s) continentale(s) | Compétition(s) continentale(s) | France | France | Total | Total |
| Saison                | Club                          | Division              | M.          | B.          | M.                    | B.                    | Comp.                          | M.                             | B.                             | M.     | B.     | M.    | B.    |
| 2012-2013             | Olympique lyonnais            | D1                    | 2           | 0           | -                     | -                     | -                              | -                              | -                              | -      | -      | 2     | 0     |
| 2013-2014             | Olympique lyonnais            | D1                    | 3           | 0           | 2                     | 0                     | -                              | -                              | -                              | -      | -      | 5     | 0     |
| 2014-2015             | FF Issy (prêt)                | D1                    | 16          | 0           | -                     | -                     | -                              | -                              | -                              | -      | -      | 16    | 0     |
| 2015-2016             | AS Saint-Étienne (prêt)       | D1                    | 15          | 0           | -                     | -                     | -                              | -                              | -                              | -      | -      | 15    | 0     |
| 2016-2017             | Olympique de Marseille (prêt) | D1                    | 19          | 0           | -                     | -                     | -                              | -                              | -                              | -      | -      | 19    | 0     |
| 2017-2018             | Olympique lyonnais            | D1                    | 1           | 0           | 5                     | 0                     | C1                             | 1                              | 0                              | -      | -      | 7     | 0     |
| Sous-total            | Sous-total                    | Sous-total            | 6           | 0           | 7                     | 0                     | -                              | 1                              | 0                              | -      | -      | 14    | 0     |
| 2018-2019             | Arsenal WFC                   | FA WSL                | 13          | 0           | -                     | -                     | -                              | -                              | -                              | 2      | 0      | 15    | 0     |
| 2019-2020             | Arsenal WFC                   | FA WSL                | 3           | 0           | -                     | -                     | C1                             | 3                              | 0                              | 2      | 0      | 8     | 0     |
| Sous-total            | Sous-total                    | Sous-total            | 16          | 0           | -                     | -                     | -                              | 3                              | 0                              | 4      | 0      | 23    | 0     |
| 2020-2021             | Atlético de Madrid            | PD                    | 21          | 0           | -                     | -                     | C1                             | 2                              | 0                              | 11     | 0      | 34    | 0     |
| Sous-total            | Sous-total                    | Sous-total            | 21          | 0           | -                     | -                     | -                              | 3                              | 0                              | 11     | 0      | 35    | 0     |
| 2021-2022             | Juventus FC                   | Serie A               | 14          | 0           | -                     | -                     | C1                             | 12                             | 0                              | 10     | 0      | 36    | 0     |
| 2022-2023             | Juventus FC                   | Serie A               | 20          | -           | -                     | -                     | C1                             | 9                              | -                              | 9      | -      | 38    | 0     |
| 2023-2024             | Juventus FC                   | Serie A               | 13          | -           | -                     | -                     | C1                             | 2                              | -                              | 11     | -      | 26    | 0     |
| 2024-2025             | Juventus FC                   | Serie A               | 5           | -           | -                     | -                     | C1                             | 4                              | -                              | 12     | -      | 21    | 0     |
| Sous-total            | Sous-total                    | Sous-total            | 52          | -           | -                     | -                     | -                              | 27                             | -                              | 30     | -      | 109   | 0     |
| Total sur la carrière | Total sur la carrière         | Total sur la carrière | 88          | 0           | 7                     | 0                     | -                              | 31                             | 0                              | 45     | 0      | 171   | 0     |

## Palmarès

### En sélection
- Troisième du championnat d'Europe des moins de 17 ans en 2009 avec l'équipe de France des moins de 17 ans

### En club
Pauline Peyraud-Magnin remporte le triplé Scudetto-Coupe-Supercoupe d’Italie 2021-2022 dès sa première saison à la Juventus Turin,.
- Vainqueur de la Ligue des champions féminine en 2018 avec l'Olympique lyonnais (ne joue pas la finale)
- Vainqueur du Championnat de France en 2013, en 2014 et en 2018 avec l'Olympique lyonnais
- Vainqueur du Championnat de France de troisième division en 2010 avec l'équipe réserve de l'Olympique lyonnais
- Finaliste de la Coupe de France en 2018 avec l'Olympique lyonnais
- Championne de FA WSL 1 en 2019 avec Arsenal.

### Récompenses individuelles
Malgré les trophées collectifs dès sa première saison à la Juventus Turin, la Française est devancée par la Belge de Sassuolo, Diede Lemey, dans le trophée de la meilleure gardienne de la saison.

## Vie privée
En août 2020, elle dévoile publiquement son homosexualité, ce qui est une première chez une internationale française en activité. « Je suis homo, mais ça ne me caractérise pas », lance la gardienne, « agréablement surprise par les réactions positives. » Dans un entretien à l'AFP, Pauline Peyraud-Magnin « espère » que son acte ouvrira la voie à d'autres sportifs homosexuels : « Je l'espère. Mais je ne force personne, je sais que ça peut être compliqué. C’est vraiment personnel, c’est propre à chacun. Moi, je l’ai dit, voilà. Et si j’ai eu plus de facilités à dire les choses, c’est aussi parce que je pense que j’ai rencontré la bonne personne. »
En juillet 2022, une dépêche AFP révèle que le corps de celle qui était sa compagne a été retrouvé peu avant le début du Championnat d'Europe féminin dans leur appartement de Turin. Les deux femmes étaient pacsées. Selon un média italien, elle se serait suicidée.
En conséquence, la joueuse ne donne aucune interview durant la compétition qui se déroule en Angleterre.